# Kevin Hanus
Kevin Hanus (ur. 6 września 1993 w Norymberdze) – niemiecki motocyklista, mistrz serii IDM Moto3 w 2013 roku.

## Statystyki wMMŚ

### Sezony
| Sezon | Klasa   | Motocykl | Wyścigi | Wygrane | Podia | PP | Najsz. okr. | Pkt. | Msc. |
| ----- | ------- | -------- | ------- | ------- | ----- | -- | ----------- | ---- | ---- |
| 2010  | 125 cm3 | Honda    | 2       | 0       | 0     | 0  | 0           | 0    | NC   |
| 2011  | 125 cm3 | Honda    | 5       | 0       | 0     | 0  | 0           | 0    | NC   |
| 2012  | Moto3   | Honda    | 3       | 0       | 0     | 0  | 0           | 3    | 34   |
| 2013  | Moto3   | Honda    | 3       | 0       | 0     | 0  | 0           | 0    | NC   |
| 2014  | Moto3   | Honda    | 1       | 0       | 0     | 0  | 0           | 0    | NC   |
| 2015  | Moto3   | Honda    | 2       | 0       | 0     | 0  | 0           | 0    | NC   |
| RAZEM |         |          | 16      | 0       | 0     | 0  | 0           | 3    |      |

### Starty
| Sezon | Klasa   | Motocykl | 1   | 2      | 3      | 4      | 5      | 6      | 7   | 8      | 9      | 10  | 11     | 12  | 13     | 14  | 15  | 16  | 17     | 18  | Pos | Pts |
| ----- | ------- | -------- | --- | ------ | ------ | ------ | ------ | ------ | --- | ------ | ------ | --- | ------ | --- | ------ | --- | --- | --- | ------ | --- | --- | --- |
| 2010  | 125 cm3 | Honda    | QAT | SPA 25 | FRA    | ITA    | GBR    | NED    | CAT | GER 18 | CZE    | IND | RSM    | ARA | JPN    | MAL | AUS | POR | VAL    |     | NC  | 0   |
| 2011  | 125 cm3 | Honda    | QAT | SPA 24 | POR 22 | FRA    | CAT 24 | GBR    | NED | ITA    | GER    | CZE | IND    | RSM | ARA NU | JPN | AUS | MAL | VAL 23 |     | NC  | 0   |
| 2012  | Moto3   | Honda    | QAT | SPA    | POR 25 | FRA 13 | CAT    | GBR    | NED | GER 26 | ITA    | IND | CZE    | RSM | ARA    | JPN | MAL | AUS | VAL    |     | 34  | 3   |
| 2013  | Moto3   | Honda    | QAT | AME    | SPA 25 | FRA    | ITA    | CAT 27 | NED | GER NU | IND    | CZE | GBR    | RSM | ARA    | MAL | AUS | JPN | VAL    |     | NC  | 0   |
| 2014  | Moto3   | Honda    | QAT | AME    | ARG    | SPA    | FRA    | ITA    | CAT | NED    | GER 23 | IND | CZE    | GBR | RSM    | ARA | JPN | AUS | MAL    | VAL | NC  | 0   |
| 2015  | Moto3   | Honda    | QAT | AME    | ARG    | SPA    | FRA    | ITA    | CAT | NED 28 | GER    | IND | CZE NU | GBR | RSM    | ARA | JPN | AUS | MAL    | VAL | NC  | 0   |